# Barbie (serie di film)

Logo del franchise

Barbie è un franchise d'animazione che ha per protagonista la bambola Barbie della Mattel. La serie, prodotta da Mattel e realizzata principalmente dallo studio di animazione Mainframe Studios, comprende film direct-to-video, speciali televisivi e webserie. Chiamato dai fan Barbie Cinematic Universe, è diventato uno dei media franchise con il maggior incasso di tutti i tempi.

## Storia
L'idea di creare una serie di film nacque probabilmente con l'intento da parte di Mattel di rinnovare il brand, che a inizio anni 2000 si trovava a competere con altre linee di bambole di successo e più al passo con i tempi come le Bratz, tentando nel contempo di rimediare alle critiche ricevute per via dell'immagine stereotipata ed antiquata di ragazza che Barbie presentava.
Questo portò alla creazione di un franchise di film basati su fiabe, con Barbie nel ruolo di una protagonista pienamente attiva, che differisse dalle più tipiche rappresentazioni di principessa. Il beneficio primario di questa strategia commerciale era quello di poter vendere una diversa linea di giocattoli e costumi per bambine abbinati a ciascun film. Tim Kilpin, vicepresidente senior di Mattel per il marketing rivolto alle bambine, disse in proposito: "Ciò che vedete ora sono una serie di mondi dedicati a Barbie improntati su una trama. Una bambina capisce quale ruolo sta interpretando Barbie, cosa fanno gli altri personaggi e come interagiscono. Questo porta ad un arricchimento della storia e ad una migliore giocabilità". La strategia si rivelò vincente negli Stati Uniti, portando ad un aumento del 2% delle vendite di Barbie nel 2006, in modo da salvare il reddito di Mattel in un periodo in cui la sua quota di vendite mondiale era in declino.

## Film d'animazione
Nel 1987 Barbie aveva già debuttato in versione animata con uno speciale per la televisione in due parti da mezz'ora ma è solo nel 2001 con il film d'animazione Barbie e lo schiaccianoci che ha inizio la sua lunga serie di lungometraggi direct-to-video animati in CGI. La quasi totalità dei film del franchise prodotti da Mattel Entertainment sono stati realizzati dallo studio di animazione canadese Mainframe Studios, che ha adottato spesso la tecnica della motion capture. Una costante dei primi lungometraggi era la presenza di brani di musica classica composti da autori famosi, eseguiti e coreografati mediante motion capture da rinomate orchestre e compagnie di ballo come la London Symphony Orchestra, l'Orchestra Filarmonica Ceca o il New York City Ballet; scelta che potrebbe essere stata presa dal team creativo con il fine di dare maggior prestigio ai film, in quanto aventi valore educativo.
I film vedono Barbie come attrice virtuale, inserita talvolta nel ruolo di narratrice ai giorni nostri, mentre narra ad una delle sue sorelle o ai suoi amici storie del passato in cui è lei stessa protagonista, traendone poi una morale per poter affrontare dei problemi. La prima decade di film era costituita per la maggior parte da liberi adattamenti di racconti classici famosi come le fiabe dei Fratelli Grimm Raperonzolo e Le dodici principesse danzanti, il balletto Il lago dei cigni di Pëtr Il'ič Čajkovskij, Canto di Natale di Charles Dickens, Pollicina di Hans Christian Andersen o I tre moschettieri di Alexandre Dumas. In seguito al grande successo ottenuto nel 2004 da Barbie - La principessa e la povera (ispirato al romanzo di Mark Twain Il principe e il povero), è stato realizzato nel 2012 un remake ambientato in epoca contemporanea: Barbie - La principessa e la popstar, che ha ispirato a sua volta i due film Barbie Principessa Rock del 2015 e Barbie: Avventura da principessa del 2020.
Nel 2005 venne ideato sull'omonima linea di bambole: Barbie Fairytopia, primo film della serie ad essere tratto da un soggetto originale, che ricevette a sua volta due sequel e due spin-off, divenendo un franchise a sé stante. Il successo dei primi tre film, portarono alla continuazione del franchise dedicato alle principesse con la realizzazione di Barbie e la magia di Pegaso nel 2005, secondo film della serie con trama originale e primo film in 3D di Barbie.
A partire dal 2010 con Barbie e l'avventura nell'oceano, la serie si discosta dalle ambientazioni fiabesche per focalizzarsi su temi più realistici come la moda, la musica e la carriera, incentrandosi spesso sulla famiglia e sugli amici di Barbie. Nel 2017, dopo l'uscita di Barbie - La magia del delfino, il franchise viene messo in pausa da Mattel per concentrarsi sulla serie in streaming Barbie Dreamhouse Adventures, ritornando nel 2020 con Barbie: Avventura da principessa.
I lungometraggi sono stati distribuiti in home video negli Stati Uniti da Artisan Entertainment (2001-2003), Lions Gate Entertainment (2004-2006) e Universal Pictures Home Entertainment (2006-2017), mentre in Europa sono sempre stati distribuiti dalla Universal Pictures. Alcuni dei primi film della serie hanno debuttato negli Stati Uniti su Nickelodeon prima di essere distribuiti in home video. A partire dal 2017 i film e le serie del brand vengono distribuiti da Netflix.

### Lista dei film
1. Barbie e lo schiaccianoci (Barbie in the Nutcracker, 2001)
2. Barbie Raperonzolo (Barbie as Rapunzel, 2002)
3. Barbie - Lago dei cigni (Barbie of Swan Lake, 2003)
4. Barbie - La principessa e la povera (Barbie as the Princess and the Pauper, 2004)
5. Barbie Fairytopia (Barbie: Fairytopia, 2005)
6. Barbie e la magia di Pegaso (Barbie and the Magic of Pegasus, 2005)
7. Barbie Fairytopia - Mermaidia (Barbie Fairytopia: Mermaidia, 2006)
8. Il diario di Barbie (The Barbie Diaries, 2006)
9. Barbie in le 12 principesse danzanti (Barbie in the 12 Dancing Princesses, 2006)
10. Barbie Fairytopia - La magia dell'arcobaleno (Barbie Fairytopia: Magic of the Rainbow, 2007)
11. Barbie principessa dell'isola perduta (Barbie as the Island Princess, 2007)
12. Barbie Mariposa e le sue amiche fate farfalle (Barbie: Mariposa and her Butterfly Fairy Friends, 2008)
13. Barbie e il castello di diamanti (Barbie & the Diamond Castle, 2008)
14. Barbie e il canto di Natale (Barbie in a Christmas Carol, 2008)
15. Barbie presenta Pollicina (Barbie Presents: Thumbelina, 2009)
16. Barbie e le tre moschettiere (Barbie and the Three Musketeers, 2009)
17. Barbie e l'avventura nell'oceano (Barbie in a Mermaid Tale, 2010)
18. Barbie - La magia della moda (Barbie: A Fashion Fairytale, 2010)
19. Barbie - Il segreto delle fate (Barbie: A Fairy Secret, 2011)
20. Barbie - L'accademia per principesse (Barbie: Princess Charm School, 2011)
21. Barbie - Il Natale perfetto (Barbie: A Perfect Christmas, 2011)
22. Barbie e l'avventura nell'oceano 2 (Barbie in A Mermaid Tale 2, 2012)
23. Barbie - La principessa e la popstar (Barbie: The Princess & The Popstar, 2012)
24. Barbie e le scarpette rosa (Barbie in The Pink Shoes, 2013)
25. Barbie Mariposa e la principessa delle fate (Barbie: Mariposa & the Fairy Princess, 2013)
26. Barbie e il cavallo leggendario (Barbie & Her Sisters in A Pony Tale, 2013)
27. Barbie - La principessa delle perle (Barbie: The Pearl Princess, 2014)
28. Barbie e il regno segreto (Barbie and the Secret Door, 2014)
29. Barbie Super Principessa (Barbie in Princess Power, 2015)
30. Barbie Principessa Rock (Barbie in Rock 'N Royals, 2015)
31. Barbie e il tesoro dei cuccioli (Barbie & Her Sisters in the Great Puppy Adventure, 2015)
32. Barbie - Squadra speciale (Barbie: Spy Squad, 2016)
33. Barbie - Avventura stellare (Barbie: Star Light Adventure, 2016)
34. Barbie e la ricerca dei cuccioli (Barbie & Her Sisters in a Puppy Chase, 2016)
35. Barbie - Nel mondo dei videogame (Barbie: Video Game Hero, 2017)
36. Barbie - La magia del delfino (Barbie Dolphin Magic, 2017)
37. Barbie: Avventura da principessa (2020)
38. Barbie e Chelsea - Il compleanno perduto (Barbie & Chelsea: The Lost Birthday, 2021)
39. Barbie: Big City, Big Dreams (2021)
40. Barbie: Mermaid Power[15] (2022)
41. Barbie: Epic Road Trip[16] (2022)
42. Barbie: Skipper and the Big Babysitting Adventure (2023)
43. Barbie and Stacie to the Rescue (2024)
44. Barbie e Teresa: La ricetta dell'amicizia (2025)

## Altre opere

### Speciali televisivi
- Barbie Rockstar (Barbie and the Rockers: Out of This World, 1987)
- Barbie in viaggio nel tempo (Barbie and the Sensations: Rockin' Back to Earth, 1987)
- My First Barbie: Happy Dreamday (2023)

### Webserie
- Barbie - Life in the Dreamhouse (2012-2015)
- Barbie Vlogger (2015-2021)
- Barbie Dreamtopia (2016-2021)
- Barbie LIVE! in the Dreamhouse (2017)
- Barbie Dreamhouse Adventures (2018)
- Barbie Dreamhouse Adventures: Evviva i Roberts! (2019)
- Barbie's Dreamworld (2021)
- Barbie - Siamo in due (Barbie: It Takes Two, 2022)
- Barbie: Life in the City (2022)
- Barbie: A Touch of Magic (2023)

### Film live action
- Barbie, regia di Greta Gerwig (2023)

### Mediometraggi e cortometraggi
- Dance! Workout with Barbie (1992)
- Barbie as Sleeping Beauty (1999) (spot pubblicitario)
- Kelly Dream Club (2002)
- Barbie e le sue sorelle in campeggio (Barbie: A Camping We Will Go, 2011)
- Barbie in the Pink Shoes: Land of Sweets (2013)
- Barbie e lo schiaccianoci (Barbie and the Nutcracker, 2021)